# Uetz-Paaren

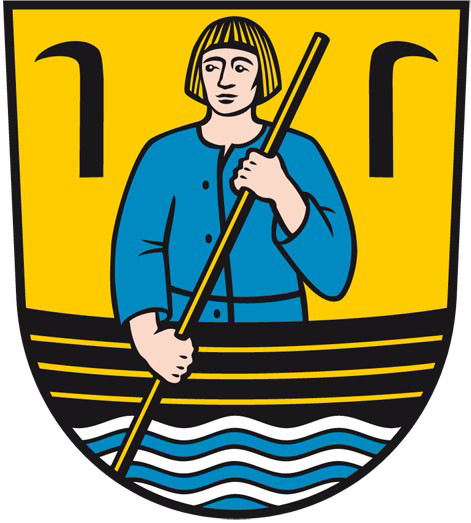
Wappen von Uetz-Paaren

Uetz-Paaren ist ein Ortsteil der Brandenburger Landeshauptstadt Potsdam. Das Doppeldorf liegt ca. 13 Kilometer nordwestlich vom Stadtzentrum entfernt. Die beiden Gemeindeteile Uetz und Paaren sind räumlich durch das Feuchtgebiet der Wublitz getrennt, eine direkte Verbindung besteht nicht. Die kürzeste Wegstrecke zwischen den einzelnen Orten beträgt vier Kilometer. Uetz-Paaren hat 420 Einwohner und eine Fläche von 13 km².

## Geschichte

### Uetz
Der Name Uetz ist slawischer Herkunft und bedeutet wahrscheinlich Ort, wo Leute eines Mannes namens Uch wohnen.
Begünstigt durch die geschützte natürliche Lage, gab es erste Siedlungen an der Stelle des heutigen Uetz bereits in der Jungsteinzeit. Beim Bau der Autobahn wurde eine Siedlung aus der Bronzezeit freigelegt. Die heutige Ortschaft wurde vermutlich von slawischen Fischern begründet, nach der Eroberung der Mark Brandenburg 1157 durch Albrecht der Bär folgten um 1180 Ackerbauern und legten dabei das Gassendorf Uetz an.
Die erste urkundliche Erwähnung einer Siedlung stammt aus dem Jahr 1313 als Vzzytz. Zu dieser Zeit existierte bereits eine Kirche und eine Pfarrstelle und die Ortschaft dürfte zwischen 90 und 100 Einwohner besessen haben, eine Erwähnung 1354 sprach von uz. Im selben Jahr 1354 wurde das Dorf Paaren erstmals urkundlich erwähnt. Das Landbuch Kaiser Karls IV. von 1375 gibt detaillierte Informationen über die Sozialstruktur des Dorfes zu jener Zeit: So gehörten von den 35 (Steuer-)Hufen 15 zum Ritterhof, zwei dem Pfarrer und 18 den Bauern, die die üblichen Abgaben an Grundherrn und Kirche leisteten (Pacht, Zins und Bede). Den Ritterhof hatte 1370 der reiche Bürger Thomas aus Brandenburg derer von Bardeleben abgekauft. Er übernahm damit auch die Gerichtsbarkeit und das Patronatsrecht über die Kirche, die Vasallendienste (Heerfahrt) verblieben jedoch bei den von Bardeleben. Neben den Bauern (Hufner) gab es neun Kossäten, die sich von einem kleinen Stück Land und dem Fischfang aus der Wublitz ernährten. Sie zahlten geringe Abgaben (Hühner und Hühnergeld) und wurden noch 1391 wegen ihrer Herkunft und Lebensweise als Wenden bezeichnet. Weiterhin erhielt der Gutsherr: vom Krug zehn Schillinge und einen Schilling für den Pflugacker, von der Mühle 18 Scheffel Roggen, von den Fischwehren in der Wublitz drei Talente.
Um 1460 ging das Rittergut Uetz für über 330 Jahre an das märkische Adelsgeschlecht von Hake über, an die die beiden Haken im Ortswappen erinnern.1797 erwarb Kronprinz Friedrich Wilhelm, der spätere König Friedrich Wilhelm III. das Gut Paretz. Auch das Uetzer Gut wurde 1832 vom König erworben, es blieb wie die benachbarten Güter Paretz und Falkenrehde (1803 vom Potsdamer Magistrat erworben) bis 1945 königliches Schatullgut (persönliches Eigentum der Hohenzollern). Um seinen neuen Landsitz schneller zu erreichen, wurde eine Fähre über die Wublitz eingerichtet und ein Damm durch das Feuchtgebiet zwischen Uetz und Paretz aufgeschüttet und die Straße nach Paretz angelegt. Das bis heute erhaltene Fährhaus im Schweizerstil mit kunstvollen Holzverzierungen wurde errichtet. 1833 ließ sich der König in Schweden ein Holzhaus zimmern und auf dem Mühlenberg aufbauen. Es wurde wegen Baufälligkeit im Herbst 1899 abgebrochen. Auf dem Hasselberg nördlich der Wublitz wurde anlässlich einer Teeparty ein Baumrondell mit sechs Linden angelegt, die bis heute noch stehen. Auch die Allee in Richtung Paretz stammt aus den 1830er Jahren.
Im Herbst 1903 wurde mit dem Bau eines Dammes durch die Wublitz begonnen, der erst 1905 vollendet werden konnte: Der aufgeschüttete Sand versank immer wieder im sumpfigen Untergrund. In der Mitte befand sich eine Zugbrücke für den Schiffsverkehr, die am 13. August 1905 dem Verkehr übergeben wurde und nach dem damaligen Landrat des Kreises Osthavelland von-Wilms-Brücke genannt wurde. Die Fähre wurde aufgegeben. Diese Straße verband den Ort mit der Chaussee Potsdam – Nauen (heute: B 273) und bildet noch heute den wichtigsten Verkehrsweg. Im Zuge der Bauarbeiten an der Autobahn (heute A10) wurde 1938 ein zweiter Damm durch die Wublitz errichtet. Beim Bau dieses Dammes wurden 340.000 m³ Sand aufgeschüttet. Da das Moor hier 24 bis 30 m tief ist, wurde, um auf dem morastigen Untergrund festen Halt zu finden, der Sand für den Autobahndamm in das Moor eingesprengt. Diese Sprengungen sollen nach einem Bericht des Dorflehrers die größten zivilen Sprengungen bis dato in Deutschland gewesen sein und wurden von der Ufa gefilmt.
Der Oberlauf der Wublitz wurde außerdem durch Kanalbauten (ab 1913 Nauen-Paretzer-Kanal, ab 1951 Havelkanal) abgeschnitten. Dadurch verlandete dieser Abschnitt der Wublitz sehr stark und an den ehemals seenartigen Charakter und den Fischreichtum erinnert heute nichts mehr.

### Paaren
Paaren wurde das erste Mal 1354 in einer Urkunde erwähnt, mit der der Markgraf Ludwig der Römer Paaren an den Spandauer Bürger Johann Schmergow zu Lehen gab.

### Zusammenschluss
Am 1. Januar 1961 wurden die Orte Uetz und Paaren zu einer neuen Gemeinde zusammengeschlossen. Im Zuge der Verwaltungsgebietsreform wurde die Gemeinde Uetz-Paaren am 26. Oktober 2003 als Ortsteil nach Potsdam zwangseingemeindet. Eine entsprechende Klage dagegen wurde vom Landesverfassungsgericht abgelehnt.
In der Kirchenorganisation der Evangelischen Kirche Berlin-Brandenburg-schlesische Oberlausitz ist der Ort noch nicht vereinigt. Uetz gehört zum Pfarrbereich Töplitz bzw. zur Evangelischen Kirchengemeinde Alt-Töplitz (Stadt Werder (Havel), Landkreis Potsdam-Mittelmark), während Paaren zum Pfarrsprengel Fahrland gerechnet wird.

## Wappen
| Wappen von Uetz-Paaren | Blasonierung: „In Gold eine aus einem silbernen Wellenschildfuß, darin drei blaue Wellenbalken, wachsende durchgehende schwarze Bootsbordwand, belegt mit drei goldenen Fäden, dahinter wachsend ein blau gekleideter Fährmann in natürlichen Farben mit goldenem Haar, einen goldenen Fährstab linksschräg in beiden Händen haltend, oben rechts und links beseitet mit je einem schwarzen Haken, der linke linksgewendet.“ |
| Wappen von Uetz-Paaren | Wappenbegründung: Der Fährmann erinnert an den im 18. Jahrhundert eingerichteten Fährbetrieb über die Wublitz, symbolisiert im Wellenschildfuß. Die beiden schwarzen Haken entstammen dem Wappen des märkischen Adelsgeschlechts derer von Hake, die von ~ 1460 bis 1797 Herren des Rittergutes Paretz waren. Das Wappen wurde vom Heraldiker Frank Diemar gestaltet.                                                        |

## Sehenswürdigkeiten

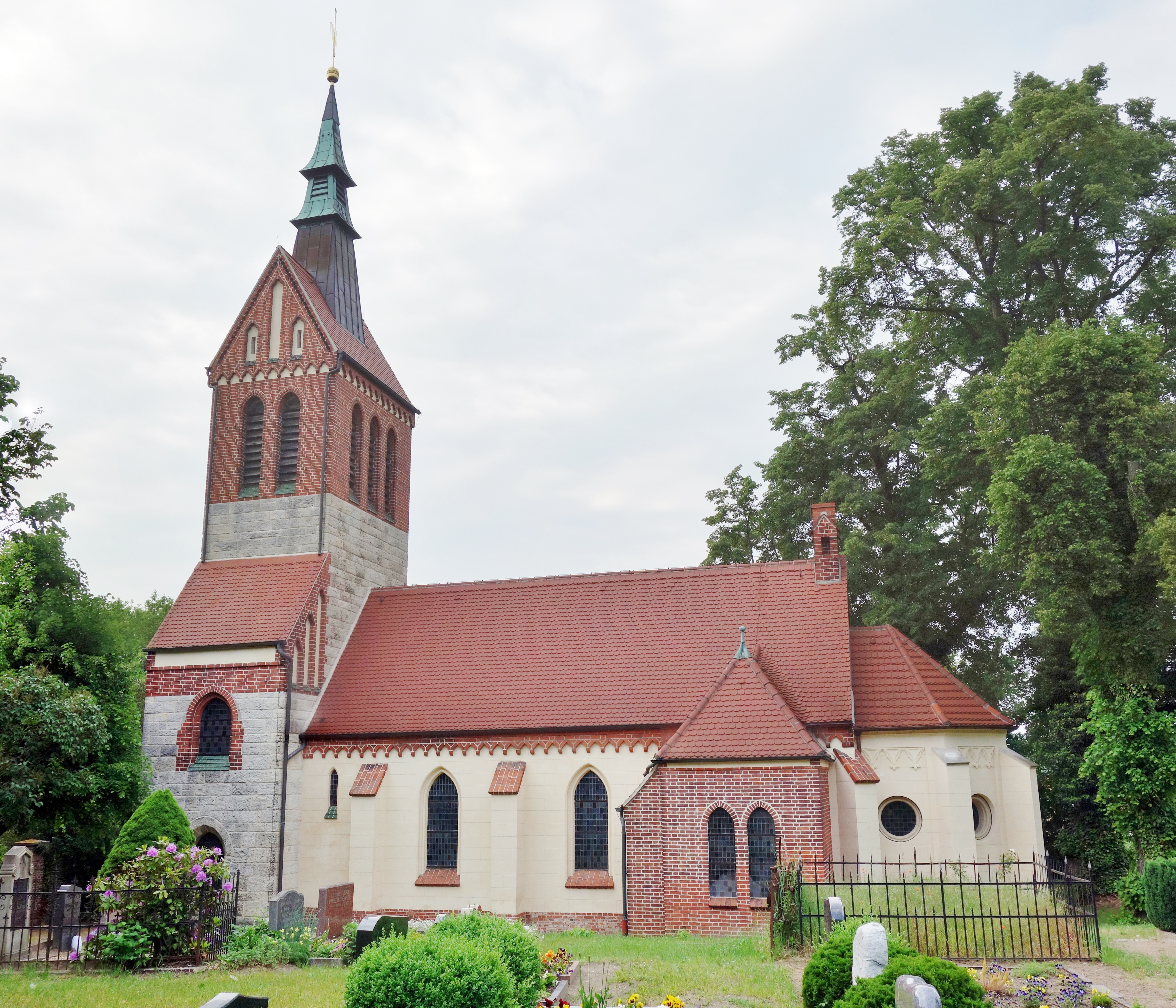
Neogotische Kirche in Uetz

- Die Dorfkirche Uetz ist eine neogotische Saalkirche aus den Jahren 1860/1870 mit einem um 1900 von Ludwig von Tiedemann angefügten Turm. Die Kirchenausstattung ist bauzeitlich.
- Die Dorfkirche Paaren ist eine barocke Saalkirche von 1770.
- Fährhaus aus dem Jahr 1835

## Wirtschaft
Wichtiger Wirtschaftsfaktor ist in dem Dorf das Reitzentrum mit der Reitschule Kleiner Immenhof.

## Söhne und Töchter des Ortes
- Karl August Friedrich Hollmann (* 31. Dezember 1776; † 27. Mai 1858). Die Hollmannsche Wilhelminen-Amalienstiftung zur Unterstützung von Beamtenwitwen und -töchtern wurde im Jahr 1829 am Koppenplatz in Berlin von dem Berliner Kaufmann Karl Friedrich August Hollmann, Tuch- und Seidenhändler gegründet.
- Peter Christian Friedrich Witte (* 16. März 1822; † 27. November 1902), nach ihm sind Wittenau, eine Straße in Berlin-Wittenau und eine Grundschule benannt.